# يوري كوفاليوف
يوري كوفاليوف، من مواليد 6 فبراير 1934، وتوفي في 25 سبتمبر 1979، لاعب كرة قدم سوفييتي سابق. لعب مع منتخب الاتحاد السوفييتي لكرة القدم.

## وصلات خارجية
- يوري كوفاليوف على موقع قاعدة بيانات كرة القدم.إي يو (الإنجليزية)
- يوري كوفاليوف على موقع ناشيونال فوتبول تيمز (الإنجليزية)